# Aspidoglossum difficile
Aspidoglossum difficile är en oleanderväxtart som beskrevs av O.M. Hilliard. Aspidoglossum difficile ingår i släktet Aspidoglossum och familjen oleanderväxter. Inga underarter finns listade i Catalogue of Life.